# Play It Again, Dick
Play It Again, Dick je americký komediální webový seriál, zveřejněný v roce 2014 na CW Seed, internetové platformě televize The CW. Celkem vzniklo osm dílů. Pořad, metahumorný spin-off televizního seriálu Veronica Mars (2004–2007), vznikl díky kladnému ohlasu na přípravu celovečerního filmu Veronica Marsová (2014). Seriál Play It Again, Dick se zaměřuje na herce Ryana Hansena a jeho snahu o vznik vlastního televizního seriálu. V Play It Again, Dick, který napsali společně Rob Thomas a Bob Dearden, se objevují postupně téměř všichni představitelé hlavních postav z Veroniky Mars, včetně Kristen Bell a Enrika Colantoniho.

## Příběh
Herec Ryan Hansen připravuje vlastní televizní seriál o Dicku Casablancasovi, postavě, kterou hrál v seriálu Veronica Mars. Nový pořad má být Veroničiným spin-offem a má se zabývat Casablancasem v roli soukromého detektiva. Vedení televizní stanice The CW schválí výrobu pilotního dílu a Hansen začne přemlouvat své herecké kolegy z Veroniky Mars, aby se k projektu připojili.

## Obsazení
- Ryan Hansen jako Ryan Hansen / Dick Casablancas